# Саба, Зия Осман
Зия Осман Саба (30 марта 1910, Стамбул — 29 января 1957, Стамбул) — турецкий поэт. Член творческого объединения «Семь факельщиков».

## Биография
Родился 30 марта 1910 года в стамбульском районе Бешикташ. Его отец был военным атташе в Париже, мать умерла когда мальчику было 8 лет.
В 1931 году окончил галатасарайский лицей. Во время учёбы в лицее Зия Саба познакомился с поэтом Джахитом Сыткы Таранджи, который стал его лучшим другом.
В 1931-36 годах учился на юридическом факультете Стамбульского университета. Работал в газете «Cumhuriyet», затем до 1945 года — в банке «Emlak Kredi Bankası». После этого до 1950 года работал в издательстве министерства образования.
Умер 29 января 1957 года в Стамбуле.

### Личная жизнь
Дважды был женат. Первой женой поэта стала его кузина Нермин, брак с которой продлился 10 лет. Второй раз Зия Осман женился в 1945 году на коллеге по работе в банке. От второй жены у него было двое сыновей, Осман и Орхан, которые были названы в честь двух первых султанов государства османов.

## Творчество
Первую поэму опубликовал в 1927 году. Через год вступил в творческое объединение «Семь факельщиков», в которое помимо него входили Сабри Эсат Сиявушгиль, Муаммер Лютфи Бахши, Кенан Хулуси Корай, Васфи Махир Коджатюрк и Джевдет Кудрет Солок. При поддержке Юсуфа Зии Ортача «Семь факельщиков» издавали литературный журнал «Meşale» (факел). Журнал выходил на османском языке, было выпущено 8 номеров, но после реформы языка и запрета османской письменности, журнал пришлось закрыть.
После этого публиковался в «Milliyet» и «İçtihat». Регулярно печатался в издаваемом его другом Яшаром Наби журнале «Varlık».